# Володимирська районна рада
Володимирська районна рада — районна рада Володимирського району Волинської області, з адміністративним центром у місті Володимир.
Володимир-Волинській районній раді підпорядковані 11 територіальних громад, до складу яких входять 201 населений пункт, з них 3 міста — Нововолинськ, Володимир та Устилуг.

## Керівний склад ради
- Загальний склад ради: 42 депутатів
- Кількість  працівників апарату  ради: 7 чол.
- Голова — Хиць Віктор Леонтійович, 1965 року народження.

## Фракції депутатів у районній раді
Попередні скликання
| Фракція                            | V скликання (2006—2010 рр.) | VI скликання (2010—2015 рр.) |
| «Батьківщина» Блоку Юлії Тимошенко | 22                          | 10                           |
| Народний союз «Наша Україна»       | 13                          | —                            |
| Українська народна партія (1999)   | 6                           | —                            |
| Народний блок Литвина              | 3                           | —                            |
| Позафракційні                      | 2                           | 9                            |
| Партія регіонів                    | —                           | 9                            |
| Сильна Україна                     | —                           | 5                            |
| Єдиний центр                       | —                           | 6                            |
| Свобода                            | —                           | 3                            |
| Всього                             | 42                          | 42                           |